# Verdrag van El Pardo (1778)
Het Verdrag van El Pardo werd op 11 maart 1778 getekend door koningin Maria I van Portugal en koning Karel III van Spanje. Met het verdrag stond Portugal het deel van de Guineese kust tussen de Niger en de Ogooué af aan Spanje, alsmede de eilanden Annobón en Bioko. In ruil hiervoor kreeg Portugal gebieden in Zuid-Amerika.

## Achtergrond
Bij het Verdrag van Tordesillas (1494) was de niet-Europese wereld opgedeeld tussen Castilië en Portugal. Portugese bandeirantes hadden in Zuid-Amerika echter de demarcatielijn overschreden door diep in wat thans Brazilië is door te dringen, terwijl de Spanjaarden zich aan het verdrag hadden gehouden en uit Afrika waren gebleven. Bij het Verdrag van El Pardo behield Portugal het gebied dat in Zuid-Amerika buiten de demarcatielijn lag (uti possidetis), maar ter compensatie werd gebied in Afrika afgestaan aan Spanje.